# Denys Sjtjerbakov
Denys Sjtjerbakov, född den 4 juni 1988, är en ukrainsk orienterare som ingick i stafettlaget som tog brons vid VM 2013. Under större delen av 2010-talet vistades han i Sverige och tävlade för Ronneby OK.